# Rapala abnormis
Rapala abnormis är en fjärilsart som beskrevs av Henry John Elwes 1892. Rapala abnormis ingår i släktet Rapala och familjen juvelvingar. Inga underarter finns listade.